# World music asocijacija Srbije
World music asocijacija Srbije (WMAS) je nevladina i neprofitna organizacija čiji je osnovni zadatak afirmacija nacionalne world music kulture. Osnovana je 12. decembra 2000. godine, na inicijativu mladih ljudi okupljenih oko festivala „Etnomus“, koji se održavao u Jagodini od 1997. do 2006. godine.

## Aktivnosti WMAS
asocijacija Srbije pokretač je niza akcija i projekata koji imaju za cilj afirmaciju „world music“ kulture, edukaciju društva i saradnju sa pojedincima i organizacijama istih i sličnih opredeljenja u svetu.

### Magazin Etnoumlje
Magazin Etnoumlje bavi se afirmacijom i popularizacijom etno muzike u Srbiji, kao i teorijom, kritikom, estetikom i istorijom ove muzike. Izlazi dva puta godišnje.

### Diskografska kuća WMAS Records
Diskografska kuća WMAS Records osnovana je 2007. godine (etiketa „World music asocijacije Srbije”) u cilju promocije „world music“ izdanja iz Srbije. Izdanja WMAS Records-a se objavljuju uz magazin „Etnoumlje” i zasebno. Sva izdanja su u potpunosti neprofitna i namenjena su prevashodno za promotivne svrhe.

### „“ samit
samit organizuje se jednom godišnje sa ciljem da se okupe svi interesenti za „world music“ u Srbiji - umetnici, muzikolozi, promoteri i ostali. Samit je prvi put održan 2010. godine i od tada se organizuje svake godine. Samit je prilika da svi interesenti za „world music“ razmene iskustva i razgovaraju o problemima i budućem delovanju.

### Nagrada Povelja sa statuetom Vojin Mališa Draškoci
U cilju da podstiče, popularizuje i razvija muzički poližanr „world music“ u Srbiji, i kao oživljavanje sećanja na profesora Vojina Draškocija, WMAS dodeljuje i nagradu Povelja sa statuetom Vojin Mališa Draškoci.

### „World music“ baza podataka
formirala je Informativni servis sa Registrom u okviru kojeg se nalazi baza podataka o srpskim sastavima, umetnicima, promoterima i organizacijama „world music“ orijentacije. Registar broji više od 200 imena umetnika i sastava koji se bave ovom muzikom.

### „World music“ arhiva
Asocijacija Srbije osnovala je Arhiv „world music“ stvaralaštva u Srbiji, po ugledu na arhive ove i slične namene u drugim državama. Cilj osnivanja arhiva je čuvanje za budućnost pisanih, foto, audio i video materijala srpskog „world music“ stvaralaštva. 

### SWM internet radio
Osnivanje „World music“ arhive omogućilo je i pokretanje internet radija u formi podcasting-a. SWM Internet radio predstavlja isključivo srpsko „world music“ stvaralaštvo.

## Literatura
- Specijalno izdanje magazina Etnoumlje - „World music u Srbiji, prvih 30 godina“, izdavač World Music Asocijacija Srbije, 2012. ISSN 1452-9920